# Hrvatski narodni preporod
Hrvatski narodni preporod naziv je za nacionalno-politički i kulturni pokret koji se u prvoj polovici 19. stoljeća, pod utjecajem prosvjetiteljstva i romantizma, ali i sličnih pokreta u drugim zemljama Habsburške Monarhije (npr. češki narodni preporod, slovački narodni preporod, mađarski politički i kulturni preporod), razvio na području Hrvatske. Ilirski pokret je srodan pojam hrvatskom narodnom preporodu, oba pokreta se isprepliću. Trajao je od 1813. godine odnosno od 1830. do 1874. godine, može ga se ovako podijeliti:
1. pripremno razdoblje, od kraja 18. stoljeća do 1829. godine
2. početno razdoblje, od 1830. do 1834. godine
3. razvijeno razdoblje, od 1835. do 1842. godine
4. doba zabrane ilirskog imena, od 1843. do 1845. godine
5. doba iščezavanja ilirskoga imena i prevlast narodnoga, od 1846. do 1874. godine

Za završne je faze bitna pojava Bachova apsolutizma.
Sudionici hrvatskoga narodnoga preporoda bili su mladi ljudi. Kada su počele izlaziti "Novine Horvatzke", Ljudevit Gaj je imao tek 26 godina.
I Gajevi su istomišljenici bili mladići, primjerice Stanko Vraz je imao 24 godine, Ljudevit Vukotinović 22, Demetrije Demetar 26 itd.
Da bi ubrzali stvaranje narodnoga jedinstva, preporoditelji su se nazvali ilircima, a njihov pokret poznat i pod nazivom Ilirski pokret – ilirskim imenom nastojalo se premostiti jezične, vjerske i pokrajinske razlike.

## Naziv razdoblja
U vrijeme kad u europskim književnostima romantizam ulazi u završnu fazu, u hrvatskoj književnosti tridesetih godina pojavljuje se pokret koji se naziva ilirskim pokretom, ilirskim preporodom, ilirizmom.
Noviji povjesničari književnosti nazivaju to razdoblje hrvatskim narodnim i književnim preporodom, a u ponekad i samo "preporod".
Naziv hrvatski narodni i književni preporod određuje novu orijentaciju: nacionalnu (političku) i kulturnu (književnu). Riječ je, dakle, o nacionalno-političkom i kulturnom pokretu koji ulazi u kontekst europskom romantizma kao poseban  njegov sastojak, a koji je odraz sveopće europske slike tog doba, kada je Europu zahvatio val nacionalnih preporoda, nacionalnih buđenja odnosno buđenja narodne svijesti, kako u visokointelektualnim slojevima, tako i u najnižim i nepismenim društvenim slojevima.

## Pripremno razdoblje (do 1829.)
Razvoj nacije usko je vezan uz uporabu vlastitog jezika, tu Hrvati dugo nisu imali sreće, u uredima, vojsci i školama rabio se latinski, njemački ili talijanski (ovisno o vremenu i području). Marija Terezija (1740. – 1780.) provodila je reforme države, centralizaciju. U Beču je osnovan "Theresianum", u kome su se školovali mladi plemići, djeca ugarskih i hrvatskih plemića. Šišić kaže da je to početak germanizacije hrvatskog plemstva a time i otuđenja narodnom jeziku. Car i kralj Josip II. 1784. godine proglašava zakon o postupnom zamjenjivanju latinskog jezika njemačkim u zemljama Krune sv. Stjepana. Zakon je povučen 1790. godine (po smrti Josipa II.). Nakon što je u zajedničkom saboru (hrvatsko-mađarskom) 1791. godine donesen zaključak da se tuđi jezik ne smije uvoditi kao službeni, ali će se mađarski jezik odmah uvesti u gimnazije i na sveučilište, na zasjedanju koje je počelo 7. lipnja 1791. godine nacionalni Hrvatski sabor donosi odluku o uvođenju mađarskog jezika u hrvatske osnovne i srednje škole kao neobvezatnog predmeta. Bio je to početak sve očitije mađarizacije. U Hrvatsku stižu učitelji mađarskog jezika, izdana je gramatika mađarskog jezika na kajkavskom narječju, koju su studenti spalili na Katarinskom trgu u Zagrebu.
Raspadom Mletačke Republike 1797. godine Mletačka Dalmacija pripala je Austriji. Hrvati i Srbi iz Dalmacije željeli su sjedinjenje s Hrvatskom, ali car to nije htio pa je suzbijao to traženje svim sredstvima. Prva austrijska uprava nad Dalmacijom trajala je od 1797. do kraja 1805. godine, kada dolazi pod francusku vlast. U francusko ime Dalmacijom je upravljao providur, Mlečanin Vicko Dandolo, što je uzrokovalo potalijančivanje naroda, službeni jezik je bio talijanski. Međutim, u Zadru 12. srpnja 1806. tiskan je prvi broj «Il Regio Dalmata – Kraglski Dalmatin» dvojezičnog službenog lista za Dalmaciju na talijanskom i hrvatskom jeziku.
Godine 1805. odlukom Sabora u Požunu mađarski jezik postaje službenim jezikom (u ugarskim uredima), od 1827. godine odlukom Sabora u Hrvatskoj on postaje obvezatnim nastavnim predmetom u višim školama: jer da mladež inače ne bi mogla naći namještenja u zajedničkim uredima. Nacionalno osviješteni hrvatski intelektualci suprotstavljaju se mađarizaciji i bore se za očuvanje hrvatskog jezika.

Hrvatski intelektualci bore se za očuvanje hrvatskog identiteta. Kako je jezik bitna odrednica nacionalnog indentiteta, svoju su borbu usmjerili na očuvanje hrvatskog jezika. Na taj način ulaze u obzor europskog romantizma koji podiže kult nacionalnom jeziku i nacionalnoj kulturnoj baštini. Jezik je prava domovina (Die wahre Heimat ist eigentlich die Sprache – Humboldt). Nagovještaj nacionalnog buđenja je poziv zagrebačkog biskupa Maksimilijana Vrhovca (Poziv na sve duhovne pastire svoje biskupije, 1813.) za skupljanje narodnog blaga – početak je buđenja nacionalne svijesti. Godine 1815. Antun Mihanović u brošuri Reč domovini od hasnovitosti pisanja vu domorodnem jeziku ističe:
Vse kaj žive i prirodnog glasa ima
Vu njem drhče, plače i vsaku čut očita.
Mihanović želi da hrvatski jezik dobije isti status kakav imaju i drugi nacionalni jezici.

## Početni period (1830. – 1834.)
Najveće usluge u afirmaciji hrvatskog jezika pripadaju Ljudevitu Gaju i Kratkoj osnovi horvatsko-slavenskog pravopisanja. Tiskana je u Budimu 1830. godine na hrvatskom i njemačkom jeziku. Gaj se zalaže za "čistoću" hrvatskog jezika: "dajte da krasni naš materinski jezik od smetja i izvarkov izčistimo". Josip Kušević napisao je 1830. godine knjižicu De municipalibus iuribus et statutis regnorum Dalmatiae, Croatiae et Slavoniae u kojoj na temelju isprava dokazuje poseban državnopravni položaj Hrvatske od narodnih vladara, preko Pacte convente do danas. Zaključak zasjedanja Sabora 5. kolovoza 1830. godine je: "...poslanicima nalažu neka nastoje da se zakonom uredi pitanje o učenju mađarskog jezika kao obveznog predmeta u ovim kraljevinama". Službeni jezik je i dalje latinski jezik. Na zasjedanju zajedničkog sabora u Požunu Mađari traže uvođenje mađarskog kao službenog jezika, nisu to uspjeli izboriti, zadovoljili su se mađarskim kao obveznim predmetom u svim školama. Javlja se Pavao Štoos pjesmom Kip domovine vu početku leta 1831, koja je reakcija na saborske zaključke iz 1830. godine. Godinu poslije, 1832. godine, Ivan Derkos objavljuje Duh domovine nad sinovima svojim koji spavaju, a Janko Drašković svoju Disertaciju iliti razgovor darovan gospodi poklisarom. Hrvatski feudalci pružaju otpor mađarizaciji zadržavanjem latinskog jezika, Drašković prosvijećeno traži za hrvatski jezik ista prava koja imaju mađarski i latinski jezik. Gajeva prva molba ugarskom Namjesničkom vijeću poslana je ožujka 1832. godine za izdavanje novina na hrvatskom jeziku, Franjo I. primio je Gaja 1833. godine i 9. srpnja 1834. godine ostvarena je velika pobjeda u borbi za hrvatski jezik. Na zajedničkom saboru 1835. godine Mađari su tražili mađarski kao nastavni jezik u svim školama u Hrvatskoj od petog razreda gimnazije na dalje, nakon 10 godina znanje mađarskog jezika da bude uvjet za primanje u javnu službu. Ovi zahtjevi su odbijeni, zaključeno je da će Hrvatska sa Slavonijom uvesti mađarski jezik kao službeni. Hrvatski zastupnici obratili su se kralju s molbom da ne odobri taj zaključak, što je kralj poštovao i zaključak nije primijenjen.

## Razvijeno doba (1835. – 1842.)
Godine 1835. godine izlaze prvi brojevi horvatskih Novina. To je bio znak afirmacije kulturnog programa, afirmacije jedinstvenog književnog jezika sa štokavskom osnovicom. Otvaraju se čitaonice u kojima se mogu čitati novine i knjige na narodnom jeziku, u siječnju 1838. godine u Varaždinu, u ožujku u Karlovcu, u kolovozu se Ilirska čitaonica otvara u Zagrebu. Mađari u Požunu 1839. godine traže pripojenje Slavonije Ugarskoj, što je odbijeno. U Ilirskoj knjižnici se 1840. godine osniva Narodno kazalište, 1841. Gospodarsko društvo, a 1842. godine Matica ilirska. Neprijatelji su isposlovali kraljevsku naredbu od 11. siječnja 1843. godine kojom je zabranjeno ilirsko ime.

## Doba zabrane ilirskoga imena (1843. – 1845.)
Drugoga svibnja 1843. godine Ivan Kukuljević Sakcinski održao je prvi zastupnički govor na hrvatskom jeziku u Hrvatskom saboru, u kome je tražio da se narodni jezik uvede kao saborski i uredovni jezik umjesto latinskoga. Kako je u Hrvatskoj ilirsko ime zabranjeno, brošura Što namjeravaju Iliri Bogoslava Šuleka tiskana je u Beogradu, kao i list Branislav 1844. godine. Pisanje Branislava uvjerilo je dvor da ilirsko ime nije opasno za njhovu vlast, pa je 3. siječnja 1845. godine dopuštena uporaba ilirskoga imena u književnosti, dok je ostala njegova zabrana za politički djelokrug.

## Iščezavanje ilirskoga imena i prevlast hrvatskoga (1846. – 1874.)
Drugoga dana zasjedanja skupštine zagrebačke županije 1845. godine na Trgu svetoga Marka došlo je do tragičnih srpanjskih žrtava krivnjom mađarona i vojske. Antun Nemčić je ovom događaju posvetio svoju Himnu žrtvam 29. srpnja 1845. Narodna skupština 25. ožujka 1848. godine donosi tzv. narodna zahtijevanja: imenovanje Josipa Jelačića banom i čin generala, vlada nezavisna od Ugarske, ukidanje staleških povlastica i kmetstva. Biskup Strossmayer 1860. godine traži vraćanje hrvatskog jezika u sve škole i urede te sjedinjenje Dalmacije s užom Hrvatskom. Dalmacija dobiva sabor u Zadru 1861. godine, u kome 1862. godine počinje izlaziti Narodni list. Ban Josip Šokčević 1860. godine uvodi u urede hrvatski jezik. Zaključak banske konferencije u Zagrebu 1860./1861. traži od cara i kralja uvođenje hrvatskoga jezika u sve javne poslove, osnutak hrvatsko-slavonske dvorske kancelarije, imenovanje velikih župana te sjedinjenje Vojne krajine, Dalmacije, Kvarnerskih otoka i istarskih kotara (Volosko, Labin i Novigrad) Hrvatskoj. Car i kralj prihvaća traženja o jeziku i župane, umjesto dvorske kancelarije osniva privremeni Hrvatski dvorski dikasterij. Status Dalmacije car i kralj prepušta zastupnicima dalmatinskoga sabora, gdje su autonomaši imali većinu.
Levin Rauch, neprijatelj Hrvata postaje banskim namjesnikom 27. lipnja 1867. godine te provodi izbore uz progon pristaša narodnjaka. Rezultat je 52 unionistička zastupnika i 14 zastupnika oporbe u novome Saboru, koji su poslije izbora napustili Sabor. Takav krnji Sabor s Ugarskom je potpisao Hrvatsko-ugarsku nagodbu, koja je potvrđena 24. rujna 1868. godine. Ivan Mažuranić je imenovan za bana 1873. godine. Dne 29. studenoga 1874. godine Matica ilirska mijenja ime u Matica hrvatska. Time se zaključuje ilirski pokret i hrvatski narodni preporod, hrvatsko ime pobijedilo je ilirsko, Hrvati su se izborili za svoj jezik. Iako nije izvojevana ukupna pobjeda (ujedinjenje hrvatskih zemalja), u hrvatskom narodnom preporodu hrvatski je narod postao jedinstveniji i organiziraniji, što će mu olakšati dalju borbu za opstanak.

## Hrvatski narodni preporod izvan Hrvatske
U Ugarskoj, u Podunavlju, hrvatski preporod snažnije se ukorjenjuje. Ponajveći dio nose bački bunjevački Hrvati, dok ostali podunavski Hrvati nisu preuzeli nositeljski dio na sebe iz raznoraznih razloga: budimski i peštanski Hrvati su skoro nestali zbog presnažne asimilacije kroz 19. stoljeće, a u Baranji Hrvati nisu imali snažni građanski sloj koji bi intelektualno i financijski mogao podupirati taj pokret. Stoga su sjedišta hrv. narodnog pokreta u ugarskom Podunavlju bili Subotica, Sombor i Baja.

## Književno stvarateljstvo
Preporodno razdoblje hrvatske književnosti ponajprije afirmira lirsko pjesništvo, i to domoljubno. Budnice i davorije zauzimaju središnje mjesto u preporodnoj lirici (Ljudevit Gaj, Ljudevit Vukotinović, Dimitrija Demeter). Iz budničko-davorijaške poezije izdvaja se Mihanovićeva Horvatska domovina kao najbitnija lirska pjesma preporodne lirike.
Osim domoljubne lirike nastaje i ljubavna (Stanko Vraz, Ljudevit Vukotinović, Petar Preradović) i satirična lirika (Vraz). Epsku književnost obilježili su Demeter (Grobničko polje) i Ivan Mažuranić (Smrt Smail-age Čengića). Dramsku književnost zastupaju Demeter, Ivan Kukuljević Sakcinski, Antun Nemčić i ini. Preporodnu književnost predstavljaju i putopisi Matije Mažuranića (prvi hrvatski moderni putopis Pogled u Bosnu, ili kratak put u onu krajinu, učinjen 1839–40. po jednom domorodcu, 1842.) i Antuna Nemčića (Putositnice, 1845.). Među ženama posebno se isticala književnica Dragojla Jarnević koja je 1843. godine objavila knjigu pripovijesti Domorodne poviesti.

## Kronologija
- 1813. Poziv na sve duhovne pastire svoje biskupije (Maksimilijan Vrhovac)
- 1815. Antun Mihanović: Reč domovini o hasnovitosti pisanja vu domorodnom jeziku
- 1818. Juraj Šporer: Oglasnik ilirski
- 1830. Ljudevit Gaj: Kratka osnova horvatsko-slavenskog pravopisanja

- 1831. Pavao Štoos: Kip domovine vu početku leta 1831
- 1832. Ivan Derkos: Duh domovine nad sinovima svojim koji spavaju, Janko Drašković: Disertacija iliti razgovor darovan gospodi poklisarom
- 1834. Dozvola za izdavanje novina na hrvatskom jeziku
- 1835. Prvi brojevi Novina horvatskih i Danice horvatske, slavonske i dalmatinske
- 1836. Uvođenje ilirskog naziva: Ilirske novine, Danica ilirska
- 1842. Osnivanje Matice ilirske (kasnije hrvatske)
- 1843. Ivan Kukuljević Sakcinski održao je prvi govor na hrvatskom jeziku u Hrvatskom saboru
- 1847. Hrvatski jezik postaje službeni jezik u Hrvatskoj

### Kriza preporoda
- 1840. Odvajanje Vraza, Rakovca i Vukotinovića
- 1843. Zabrana ilirskog imena, promjena naziva lista: Narodne novine i Danica horvatska, slavonska i dalmatinska
- 1849. Franjo Josip I. uvodi oktroirani ustav; prestaje izlaziti Danica

## Vanjske poveznice
- Izvori za Hrvatsku tijekom revolucije 1848.
- Govori Ivana Kukuljevića Sakcinskog
- Ferdo Šišić, Hrvatska povijest od 1790. – 1847
- Nevenka Bezić-Božanić, Književni odrazi i kulturna zbivanja u Splitu u drugoj polovici 19. stoljeća, u: Razdoblje realizma u hrvatskoj književnosti i kazalištu, ur. Nikola Batušić...et al., Hrvatska akademija znanosti i umjetnosti – Književni krug, Zagreb – Split, 2000.
- Vinko Brešić, Hrvatski nacionalni preporod završio je 1990. godine  Arhivirana inačica izvorne stranice od 12. svibnja 2016. (Wayback Machine), Vijenac, 9. srpnja 2015.